# Robert Bréchon
Robert Bréchon né le 6 janvier 1920 à Maintenon, et mort le 30 juillet 2012 au Pecq, est un poète, essayiste et littérateur français. Il a joué un rôle décisif pour faire connaître la littérature portugaise en France. 

## Biographie
Robert Bréchon, agrégé de lettres (1942), a mené une carrière d'enseignant et de proviseur de lycée en France, mais surtout à l'étranger : Rio de Janeiro, Lisbonne, Londres, Le Caire, Zagreb et Belgrade.
En 1962, il fut nommé conseiller culturel de l'Ambassade de France et directeur de l'Institut français de Lisbonne.
A la rentrée de l’année scolaire 1968/69, il est arrivé en poste au lycée Alphonse-Daudet, qu'il décrira en « couvent majestueux et vétuste ». En 1971, à la tête d'une liste aux élections municipales à Nîmes, il arrive derrière Émile Jourdan.
Il est l'époux d'Arlette Bréchon, avec laquelle il signe en 1974 Les Noces d'or.

## Décorations
Chevalier de la Légion d'honneur, chevalier dans l'ordre des Arts et des Lettres, Grand-croix de l'Infant Dom Henrique (Portugal).[réf. nécessaire]

## Œuvres
Auteur de divers recueils de poésie et de plusieurs études littéraires, il s'est d'abord intéressé à la poésie contemporaine et s'est fait connaître dès la fin des années 1950 par ses travaux sur Henri Michaux, le surréalisme et Michel Leiris, avant de devenir un spécialiste de la littérature portugaise, en particulier de Fernando Pessoa, dont il a dirigé l'édition des œuvres chez Christian Bourgois, et auquel il a consacré une biographie. Il a également complété un ouvrage de référence sur la littérature portugaise, paru chez Chandeigne, et a été directeur de la collection « Le cercle des poètes disparus », série de biographies littéraires, aux éditions Aden.

## Publications (liste partielle)

### Ouvrages
- Michaux, Gallimard, 1959
- Le Surréalisme, Armand Colin, 1969
- Les Ouvrages du temps (recueil poétique), Chambelland, 1969
- La Fin des lycées, Grasset, 1970. Prix de l'Association des journalistes universitaires[7]
- “La Condition humaine” d'André Malraux, Hachette, 1971,
- “L'Âge d'homme” de Michel Leiris, Hachette, 1973
- Les Noces d'or (recueil de chroniques), avec Arlette Bréchon, Albin Michel, 1974
- Mémoire d'homme (recueil poétique), Le Pont de l'Epée, 1983
- Contre-chant (recueil poétique), Chambelland, 1987
- Méditations métapoétiques, avec Antonio Ramos Rosa, Lisbonne, 1994
- Étrange Étranger (biographie de Fernando Pessoa), Christian Bourgois, 1996. Grand prix de la Société des gens de lettres
- L'Innombrable, un tombeau pour Fernando Pessoa, Christian Bourgois, 2001
- À corps perdu, essais, L'Escampette, 2001
- Fernando Pessoa, le voyageur immobile, biographie, Aden, 2002
- Henri Michaux, la poésie comme destin, biographie, Aden, 2005
- Fernando Pessoa, le poète intranquille, essai, Aden, 2008
- Entretien avec Robert Bréchon, propos recueillis par Jean-Christophe Millois (lire en ligne)

### Préfaces
- Fernando Pessoa (trad. Patrick Quillier, Michel Chandeigne, Maria Antónia Câmara Manuel, préf. Robert Bréchon), Œuvres II, Poèmes ésotériques, Message, Le marin, Paris, Christian Bourgois, 1988 (ISBN 978-2-267-00543-1).

- António Ramos Rosa (trad. Michel Chandeigne, préf. Robert Bréchon), Le livre de l’ignorance, Paris, Lettres vives, coll. « Terre de poésie », 1991 (ISBN 978-2-903721-44-2).

- António Ramos Rosa (trad. du portugais par Michel Chandeigne, préf. Robert Bréchon), Le cycle du cheval, Le Muy, Éditions Unes, 1993 (ISBN 978-2-87704-007-5).

- António Ramos Rosa (trad. Michel Chandeigne, préf. Robert Bréchon), Le cycle du cheval suivi d’ Accords, Paris, Gallimard, coll. « Poésie N°325 », 1998 (ISBN 978-2-07-040321-9).

- Fernando Pessoa (directeur : Patrick Quillier) (trad. du portugais par Michel Chandeigne, Olivier Amiel, Maria Antónia Câmara Manuel, Pierre Léglise-Costa et Patrick Quillier, préf. Robert Bréchon), Œuvres poétiques, Paris, Gallimard, coll. « Bibliothèque de la Pléiade », 2001 (ISBN 978-2-07-011490-0).

- Michel Chandeigne (directeur) (trad. Michel Chandeigne, Magali de Carvalho, Max de Carvalho, Michelle Giudicelli et Patrick Quillier, préf. Robert Bréchon, introduction de Michel Chandeigne), Anthologie de la poésie portugaise contemporaine (1935-2000), Paris, Gallimard, coll. « Poésie n° 388 », 2003, 414 p. (ISBN 978-2-07-042373-6).